# Шайбе-Альсбах
Шайбе-Альсбах (нем. Scheibe-Alsbach) — коммуна в Германии, в земле Тюрингия. 
Входит в состав района Зоннеберг.  Население составляет 568 человек (на 31 декабря 2010 года). Занимает площадь 19,74 км². Официальный код  —  16 0 72 016.